# MSC Divina
Le MSC Divina est un bateau de MSC Croisières, construit aux Chantiers de l'Atlantique de Saint-Nazaire (STX France),,.
Il est le troisième navire de la classe Fantasia comprenant aussi le MSC Fantasia, le MSC Splendida et le MSC Preziosa.
Le MSC Divina est aujourd'hui le principal paquebot MSC positionné aux Etats Unis

## MSC Yacht Club
Le MSC Yacht Club est une zone privée du bateau composée de cabines et de suites destinées à une clientèle privilégiée. Les hôtes résidant dans cette partie du navire disposent d'espaces publics qui leur sont réservés (bars, piscine, restaurant ou encore discothèque). Un service de majordome est également proposé aux passagers du club.

## Baptême
Le MSC Divina a été baptisé le 26 mai 2012 à Marseille par sa marraine, l'actrice italienne Sophia Loren.

## Caractéristiques

### Ponts
- Pont 5 - Saturno
- Pont 6 - Zeus
- Pont 7 - Apollo
- Pont 8 - Artemide
- Pont 9 - Minerva
- Pont 10 - Giunone
- Pont 11 - Iride
- Pont 12 - Aurora
- Pont 13 - Cupido
- Pont 14 - Afrodite
- Pont 15 - Mercurio
- Pont 16 - Urano
- Pont 18 - Elios

Le MSC Divina accueille également 2 restaurants de la chaîne de restauration italienne Eataly.